# El Hoyo (Argentina)
La localidad de El Hoyo, antes también conocida como Hoyo de Epuyén, es una localidad argentina ubicada en el departamento Cushamen, al noroeste de la provincia del Chubut, en la Patagonia andina. Fue fundada el 5 de septiembre de 1953, y su nombre proviene de las características topográficas del valle donde está situada.

## Ubicación

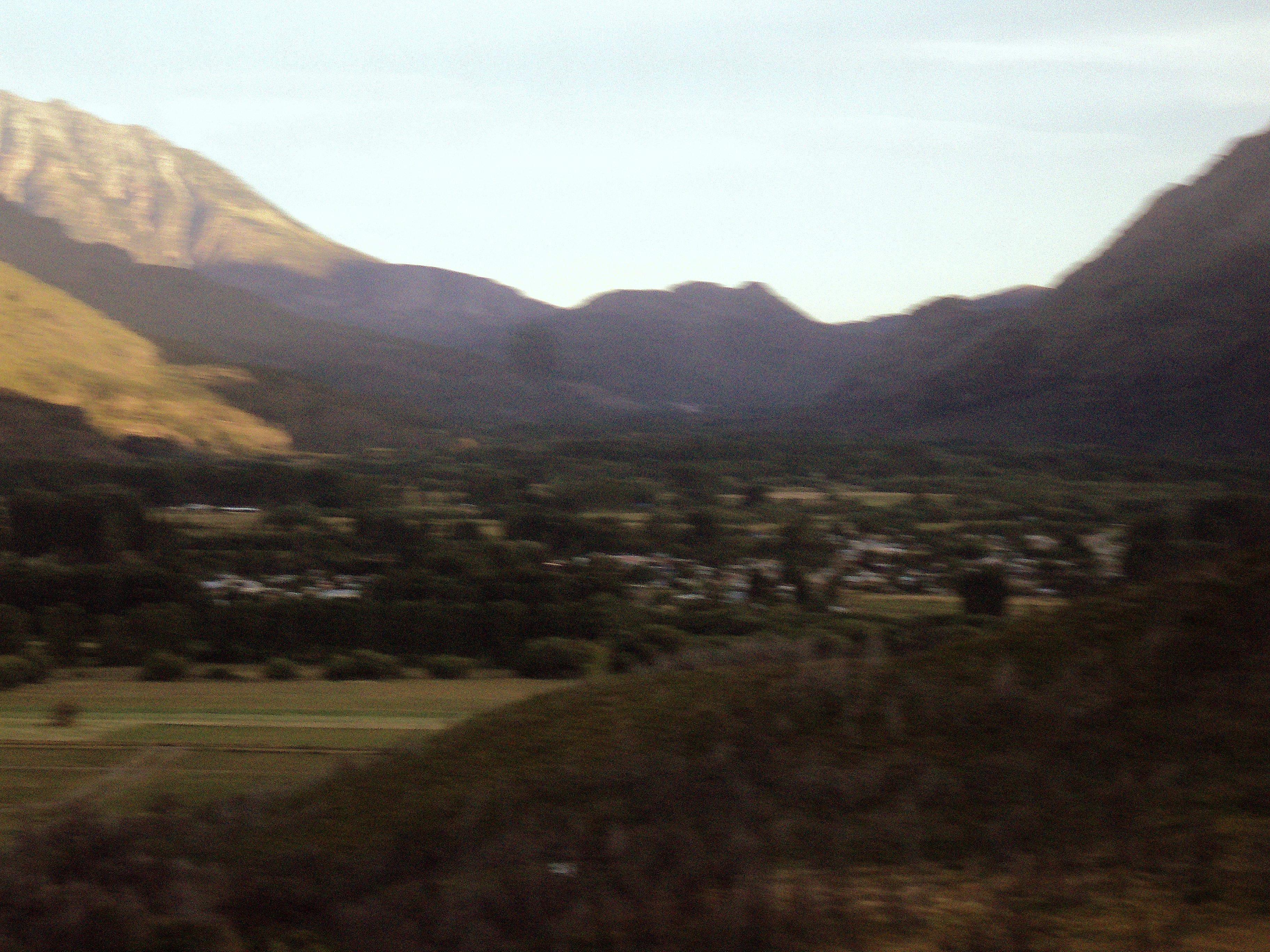
Vista del valle del pueblo que se asemeja a un hoyo

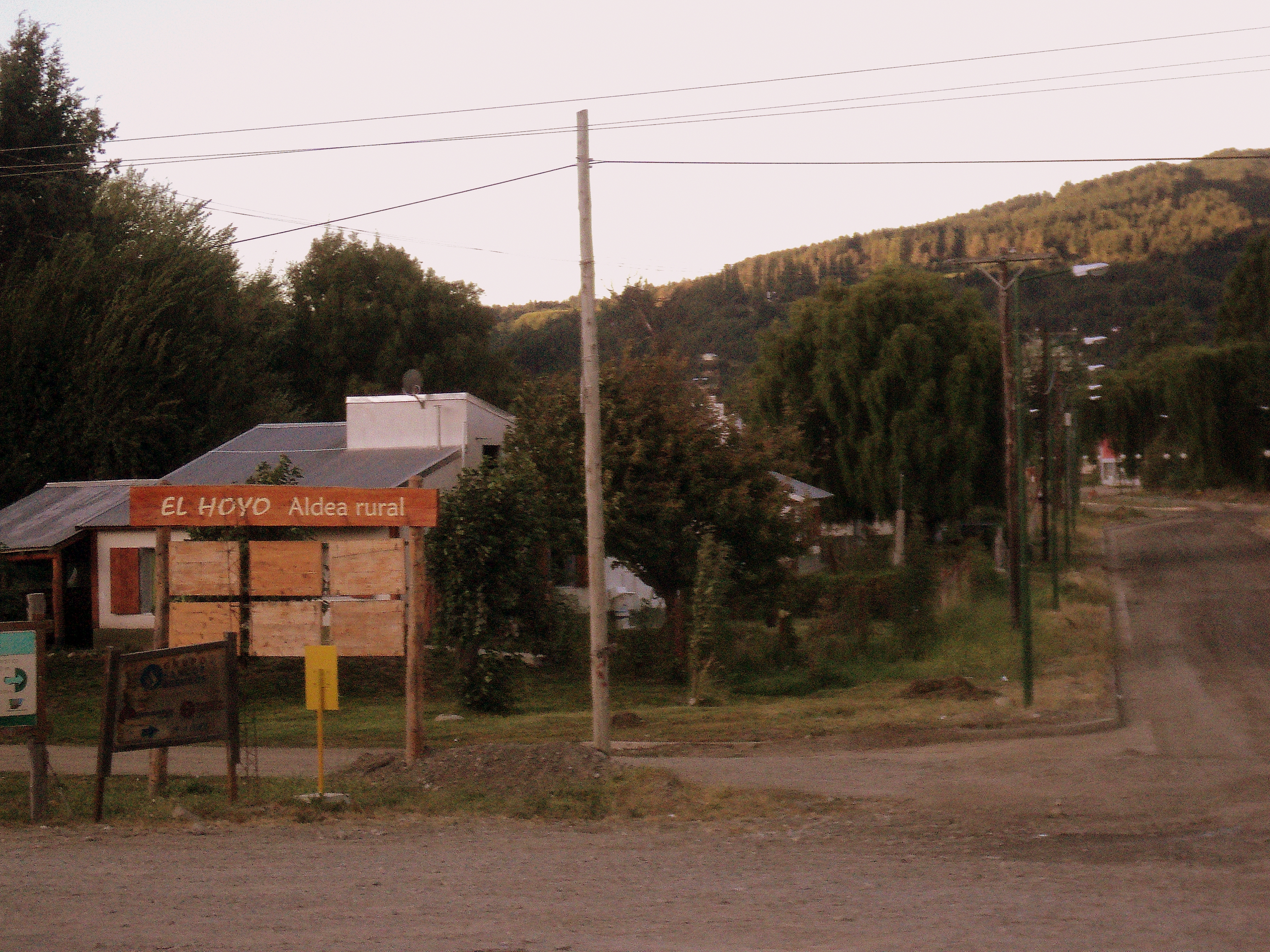
Ingreso sur al pueblo, con vegetación autóctona

Su casco urbano se encuentra a tan solo 226 m s. n. m., a la vera de la RN 40 (ex 258), que la vincula a 150 km hacia el norte con la importante ciudad turística de Bariloche en la provincia de Río Negro, con la de Esquel en Chubut a 165 km al sur; y más allá de estas dos ciudades a todo el oeste montañoso argentino sobre las faldas de la Cordillera de los Andes.  Las coordenadas geográficas son de  42º03'48'' S y 71º31'13'' O latitud sur y longitud oeste respectivamente.
En su radio cercano, El Hoyo se encuentra a 12 km al sur de El Bolsón, a 10 km al este de Lago Puelo, a 35 km al norte de Epuyén, y junto a estas y otras localidades de la zona integra el grupo de pueblos y parajes cordilleranos que se conoce como la Comarca andina del Paralelo 42.

## Geografía
La topografía del lugar es netamente montañosa aunque de alturas máximas no superiores a los 2500 m s. n. m. La localidad de El Hoyo y su valle están enmarcados por el Cerro Piltriquitrón al norte, el Currumahuida al oeste y el Macizo Pirque al sur, el cual lo separa de Epuyén. Las zonas rurales y urbanas se encuentran asentadas sobre el valle del Río Epuyén, que vincula el lago homónimo con el Puelo aguas abajo, rodeando casi por completo al macizo Pirque en su trayectoria descendente.
Toda la zona se encuentra cubierta de vegetación nativa, del tipo del bosque andino patagónico, con especies como el Ciprés de la Cordillera (Austrocedrus chilensis), Radal (Lomatia hirsuta), Coihue (Nothofagus dombeyi), el Ñire (Nothofagus antarctica), y la Lenga (Nothofagus pumilio), esta última únicamente sobre los 1000 m s. n. m. Se encuentran además gran cantidad de especies arbustivas nativas y exóticas, y forestaciones implantadas de pinos de diversas variedades.
Los puntos de interés turístico de la localidad de El Hoyo con mayor concurrencia de público son: Puerto Patriada, balneario situado en la margen norte del Lago Epuyén; La Catarata, una cascada natural de gran altura sobre el extremo sur del Cordón Piltriquitrón; y El desemboque, parque privado, camping y balneario ubicado en el sitio donde el río Epuyén desemboca en el Lago Puelo, con interesantes formaciones boscosas de Pitras (Myrceugenia exsucca) y Arrayanes (Luma apiculata).

## Economía
Sus principales actividades productivas se centran en pequeñas chacras dedicadas al cultivo de frutas artesanales y caracterizadas, tales como cerezas, frambuesas, frutillas, moras, boysenberry, etc., además de contar con varios aserraderos, emprendimientos forestales de variada envergadura y Chacras.
Se encuentran desarrollados asimismo algunos proyectos comerciales de notable singularidad, tales como una empresa dedicada a la extracción de turba y producción de fertilizantes e inoculantes derivados, y también una conocida firma vitivinícola que ha establecido viñedos experimentales en una colina cercana a la zona denominada Laguna de los Buenos Pastos.

### Turismo
La actividad turística también está cobrando cada vez mayor desarrollo, aunque la misma parece centralizarse principalmente en las cercanas zonas de influencia de Lago Puelo y El Bolsón. No obstante, y de manera similar a lo que ocurre en la localidad de Epuyén y el Paraje Las Golondrinas, El Hoyo cuenta con una relativamente amplia zona rural y semirrural, algunos de cuyos establecimientos también reciben al turismo, ofreciendo alternativas mixtas para visitantes que buscan una vida más en contacto con la naturaleza, en lugar de la oferta habitual de los centros de consumo urbano.
En la localidad se lleva a cabo cada año en el mes de enero la Fiesta Nacional de La Fruta Fina en el cual se desarrollan actividades culturales de diversa índole y se exponen los productos elaborados en los establecimientos de locales. La fiesta suele durar de tres a cuatro días desde el mediodía hasta altas horas de la noche donde se presentas grupos de música y se elige a la reina de dicha fiesta como representante de la localidad en otras fiestas en distintas partes del país. 

## Población
Cuenta con 2947 habitantes (Indec, 2010),  frente a los 1599 habitantes (Indec, 2001) del censo anterior. La población se compuso de 1.505 varones y 1.442 mujeres, lo que arrojó un índice de masculinidad del 104.37%. En tanto, las viviendas pasaron de ser 589 a 1207.
En el censo 2022 la localidad mostró un notable ritmo de crecimiento con 4232 habitantes y  1879 viviendas.
| Evolución demográfica |
|                       |
| Fuentes:              |

Una proyección de población estima que, para el 2015, tenía 3482 habitantes.

## Medios de comunicación

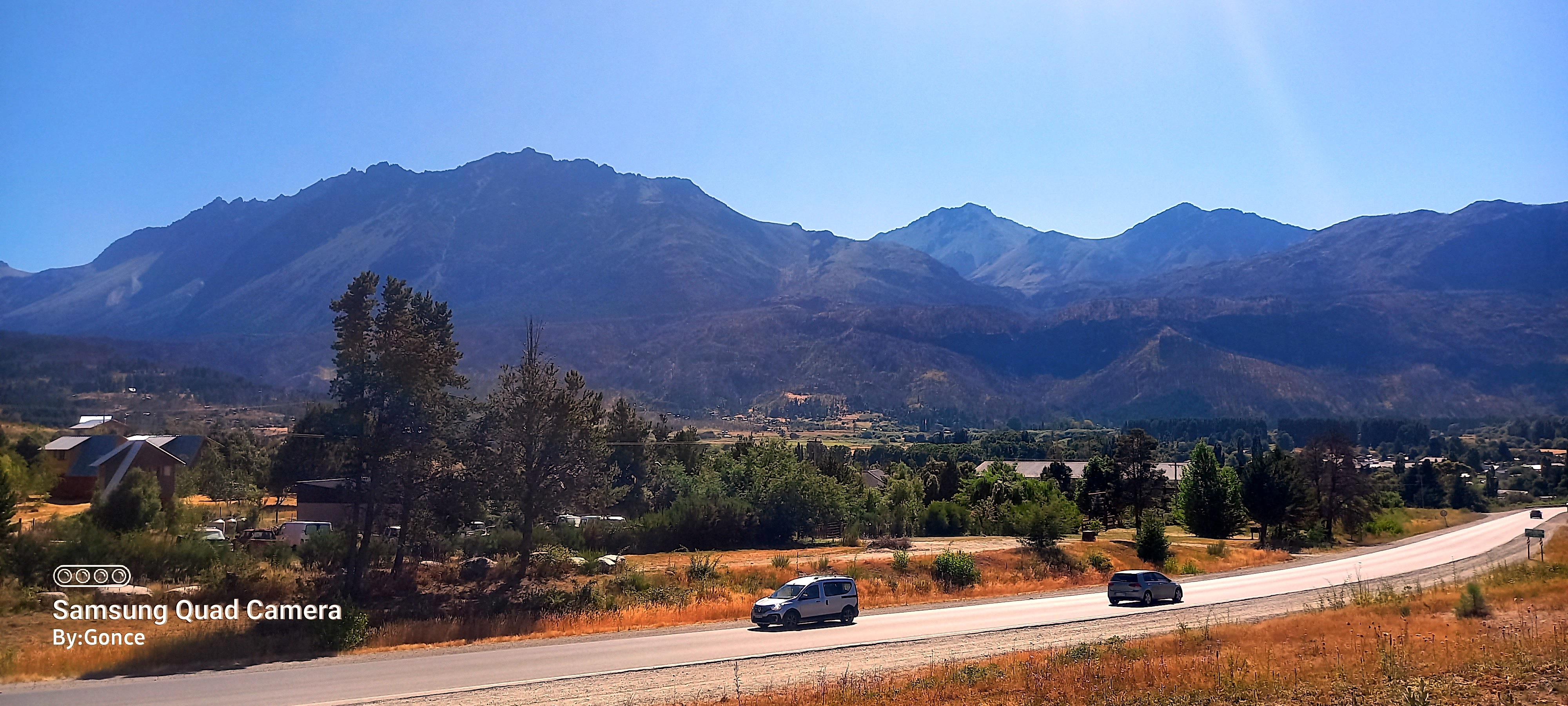
El poblado desde la ruta 40 con el imponente cerro de fondo.

- Radios FM: (5)

- - 98.3 MHz - Fogón
  - 105.5 MHz - El Hoyo
  - El poblado desde la ruta 40 con el imponente cerro de fondo.

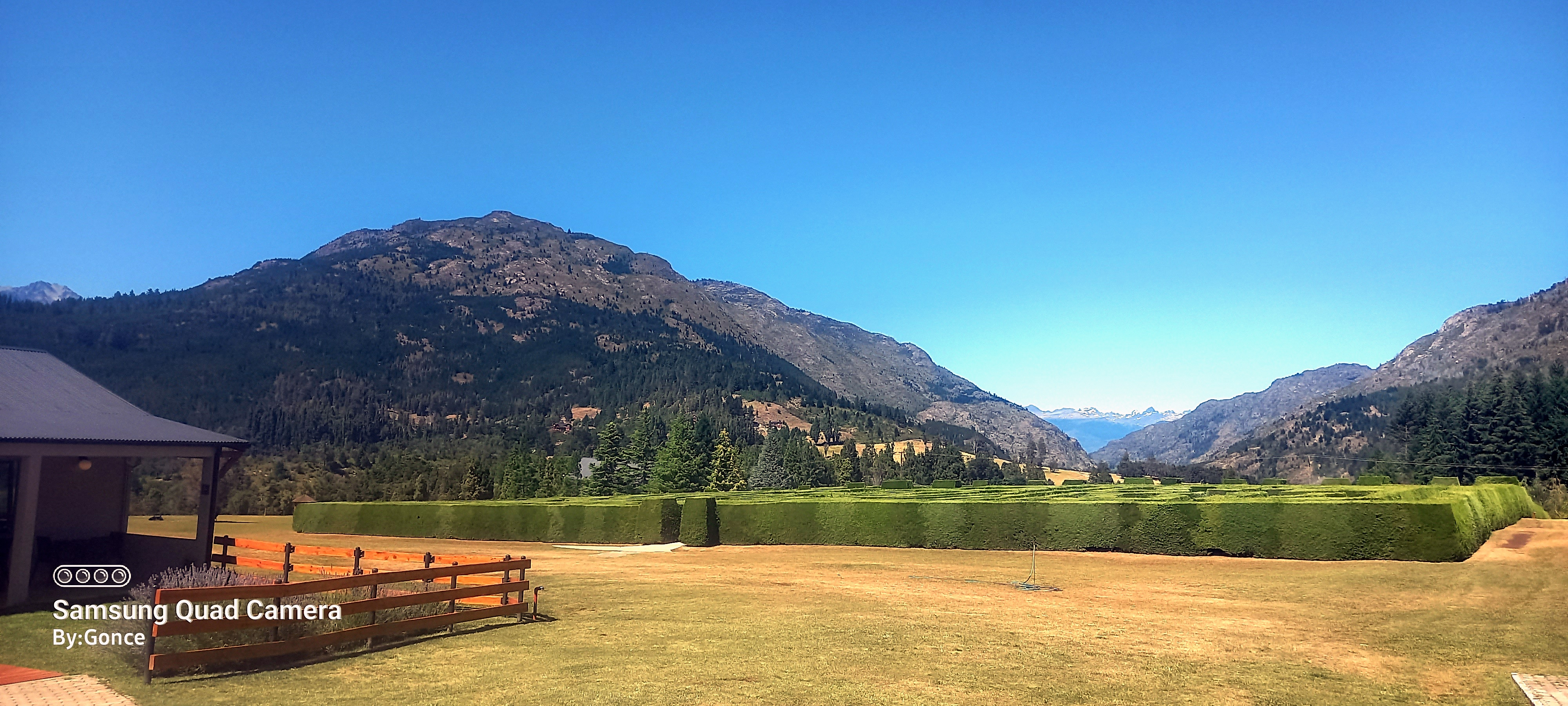
Laberinto a las afueras de la localidad, el más grande de Sudamérica.
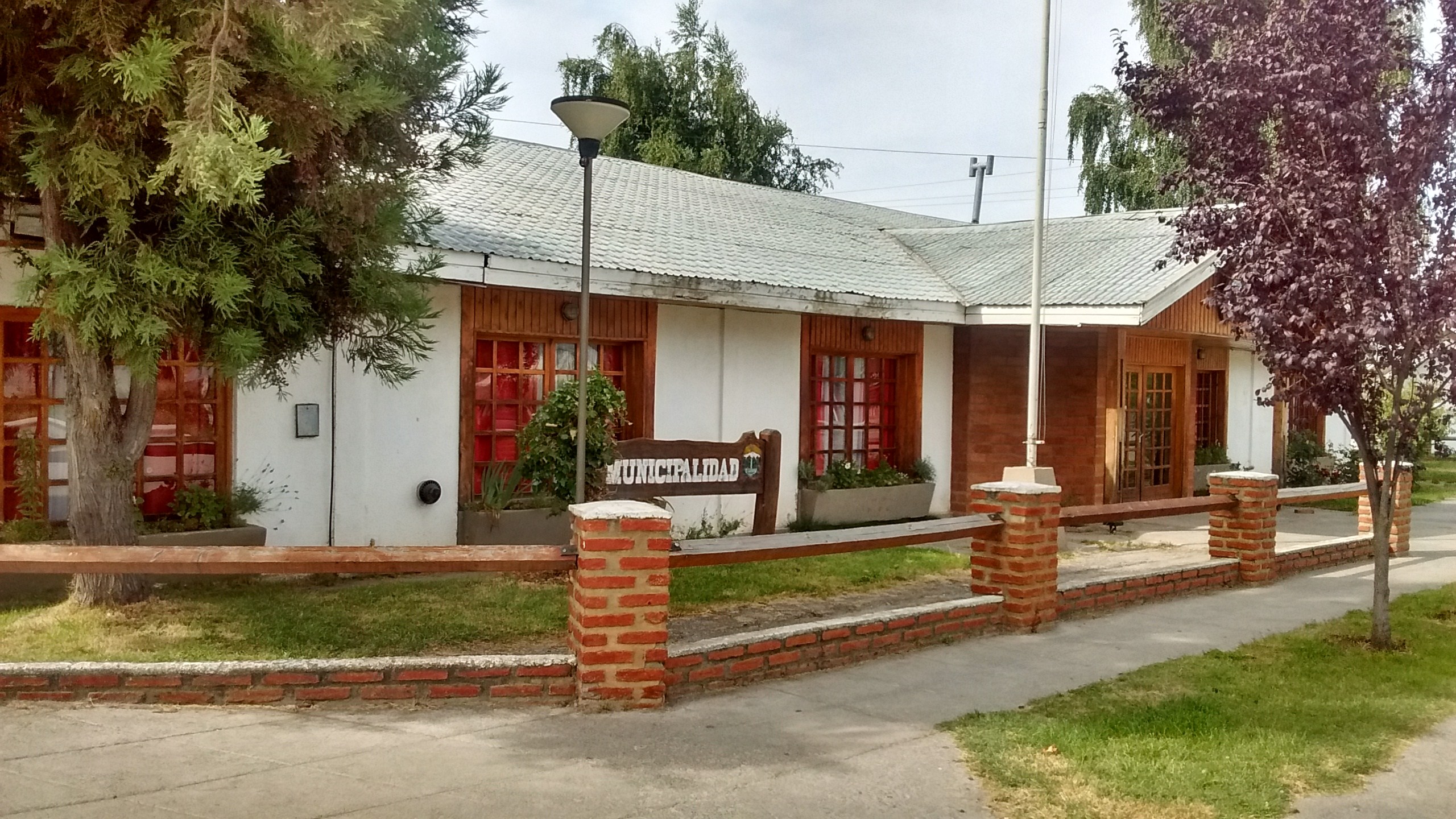
Municipalidad de El Hoyo, Chubut.
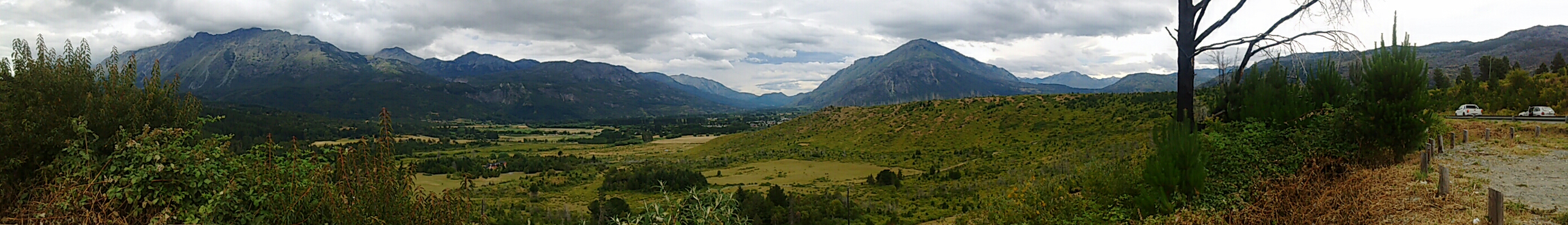
Panorámica de El Hoyo. A la izquierda el Cerro Piltriquitrón (cordón occidental y luego oriental), a la derecha el Cerro Los Patos, atrás al centro el Cerro Coihue, y en centro derecha se destaca el Cerro Pirque. Bien a la derecha, la Ruta 40.
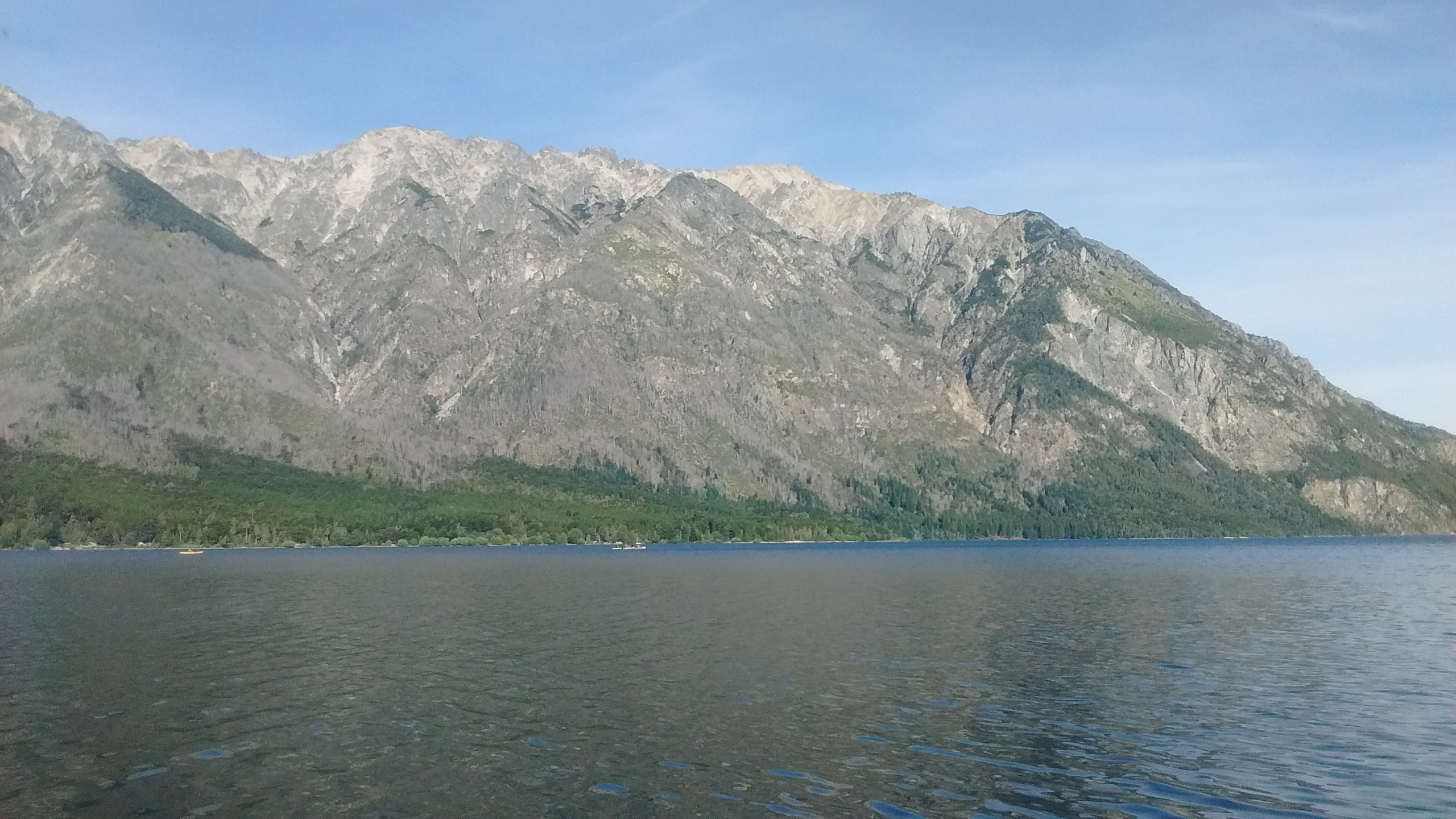
Puerto Patriada, brazo sur del Lago Epuyen, cerca de El Hoyo
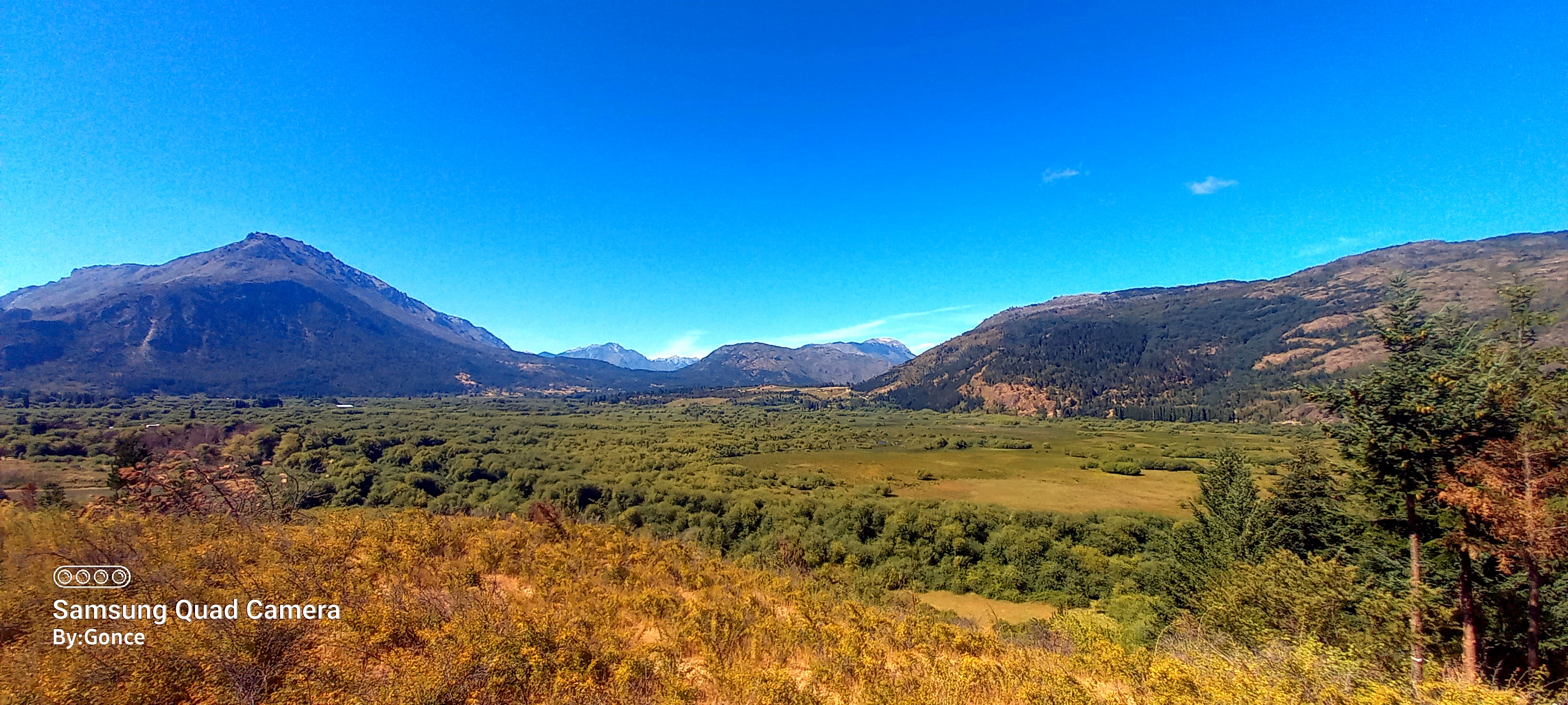
Los cerros Pirque y Currumahuida mirando hacia el Hoyo con un extenso bosque en sus bajos.
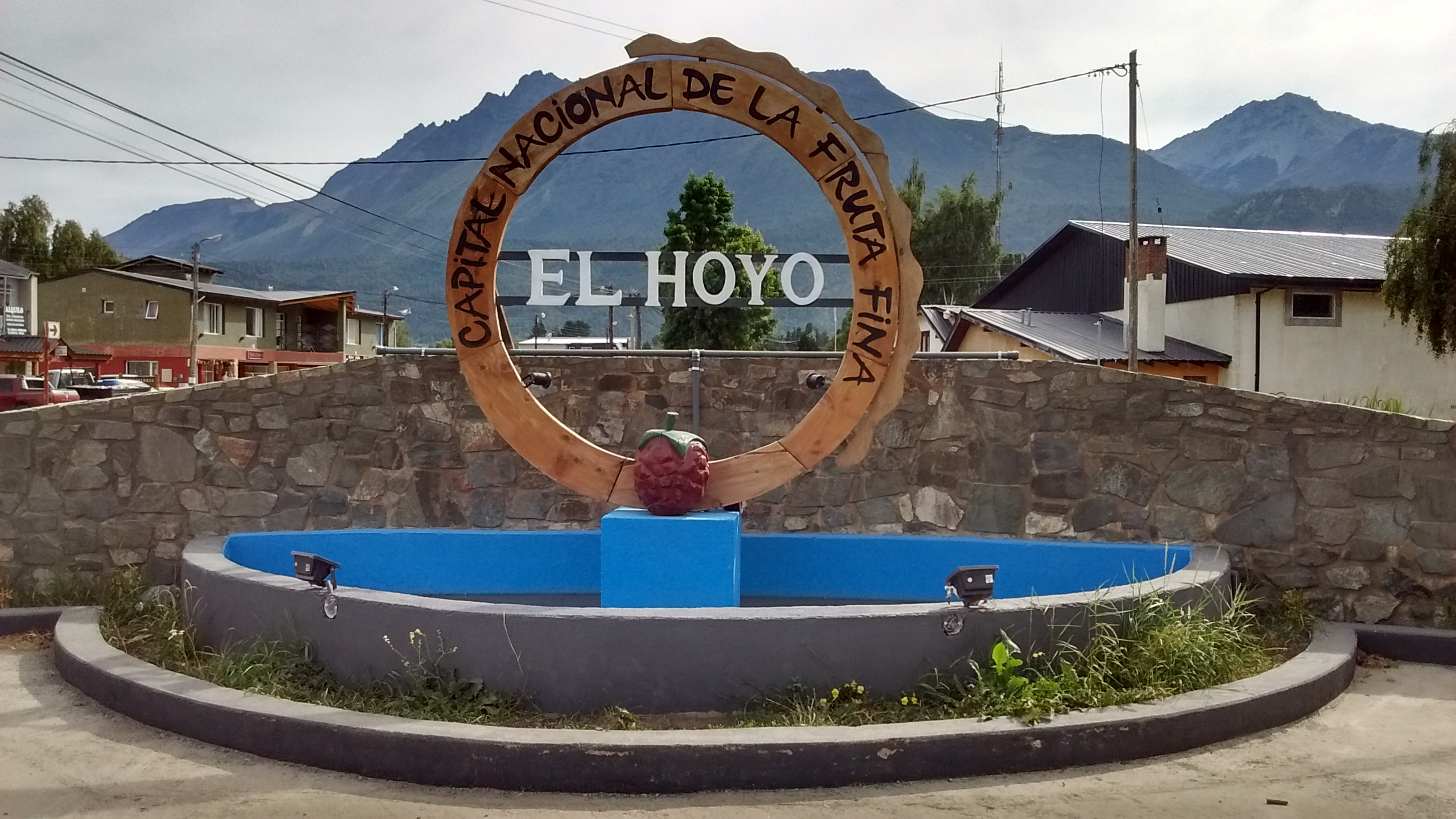
Entrada El Hoyo, Capital Nacional de la Fruta Fina. De fondo el Cerro Piltriquitrón
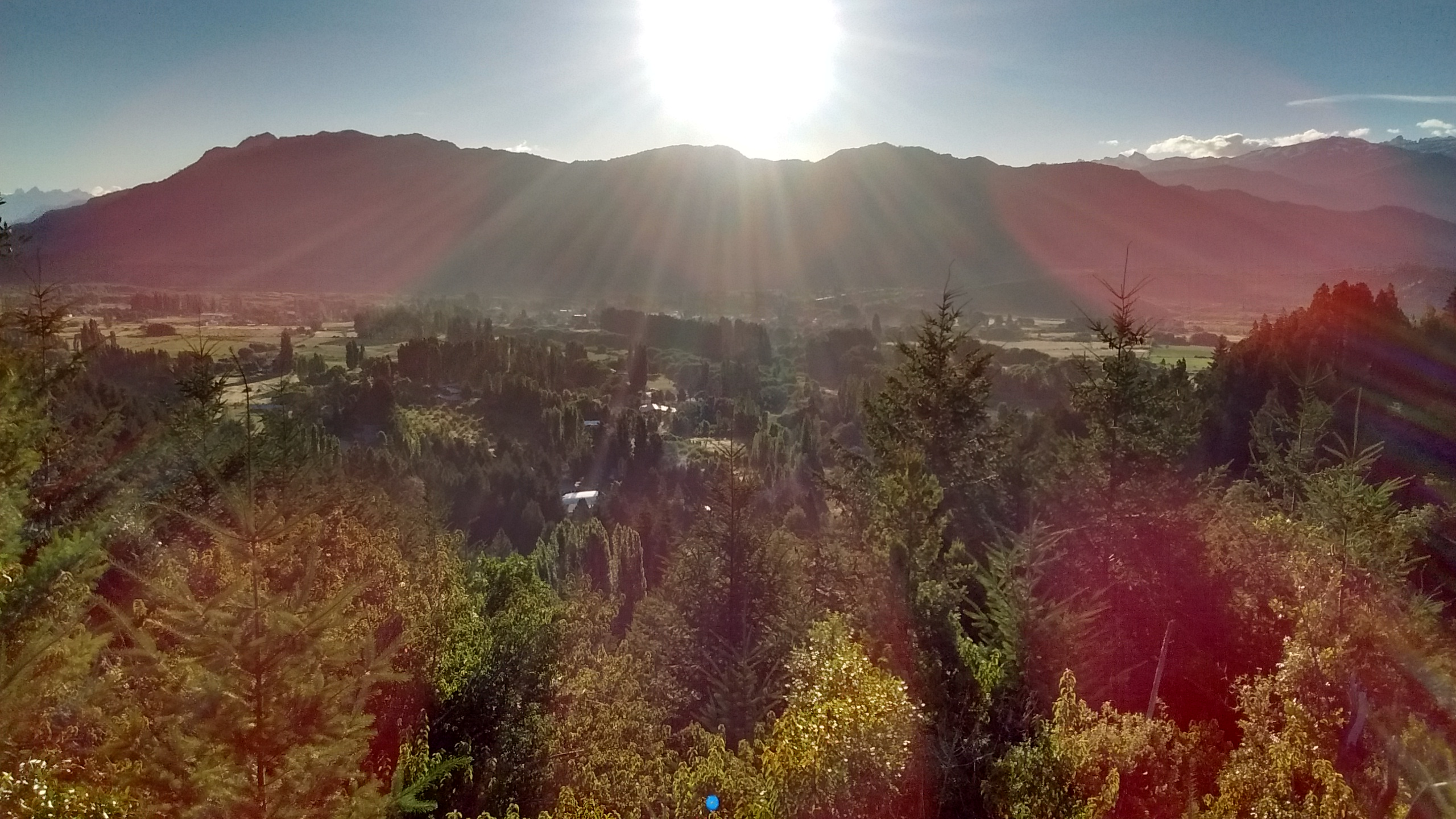
Cordón Currumahuida desde camino a la Catarata Corbata Blanca, El Hoyo
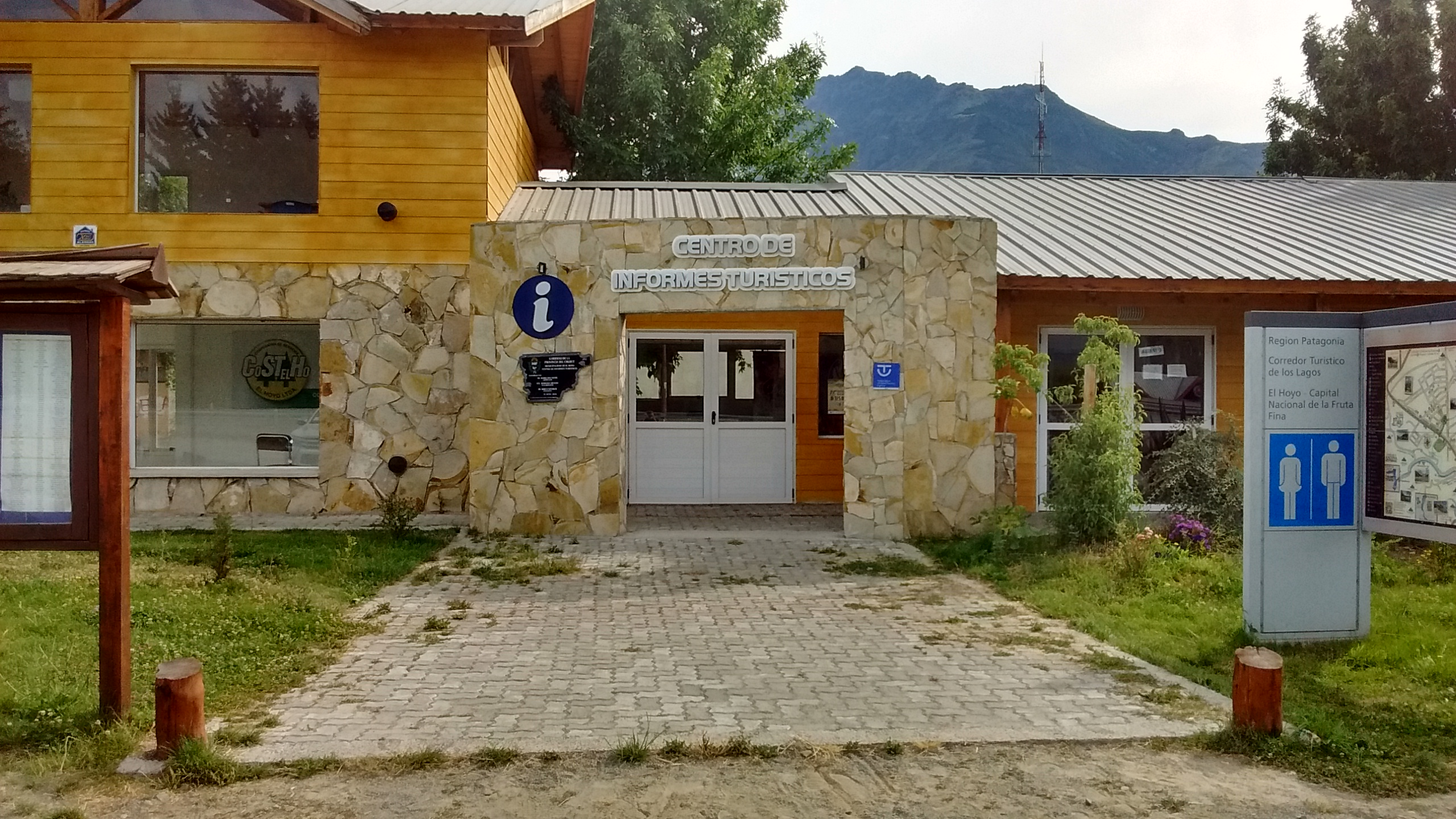
Centro de Informes Turísticos de El Hoyo, Chubut, sobre la Ruta 40.
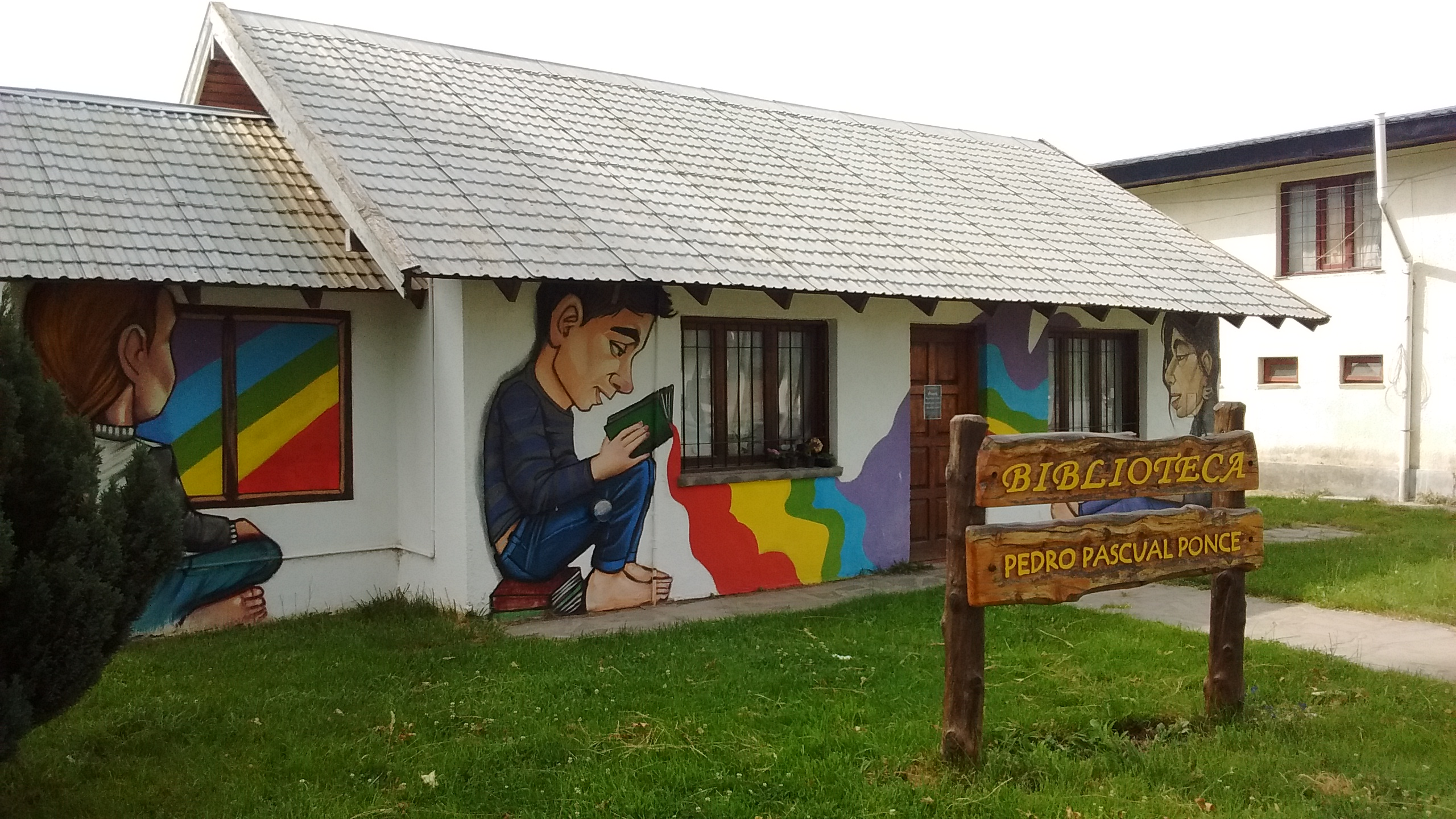
Biblioteca Pedro Pascual Ponce, El Hoyo, Chubut